# Fabienne Casoli
Pour la commune, voir Casoli.
Fabienne Casoli est une astronome et astrophysicienne française née en 1959. Elle est présidente de l'Observatoire de Paris depuis le 30 janvier 2020. C'est la première femme à diriger cette institution fondée en 1667.

## Biographie
Elle est ancienne élève de l'École normale supérieure de jeunes filles (promotion 1977), agrégée de physique, docteure en astrophysique et astronome de profession. Elle effectue son master 2 en sciences physiques à l’École normale supérieure (1977-1981), sa thèse de 3e cycle à l'Université Pierre et Marie Curie et son agrégation de physique (1982) et sa thèse d’État d'astrophysique à l'Université Paris-Diderot (1987). Elle part observer le ciel avec tous les radiotélescopes de l'époque au Japon, aux États-Unis, en Espagne, au Chili. 
De 2001 à 2003, elle est directrice scientifique adjointe de l’Institut national des sciences de l’univers au CNRS, puis elle devient directrice de l’Institut d’astrophysique spatiale à Orsay de 2005 à 2007. Elle finit par être directrice adjointe de la direction de l’innovation, des applications et de la science et responsable de la direction scientifique en 2007 au sein du CNES,.
Elle rejoint l'Observatoire de Paris, au sein du LERMA, en 2017, sur le projet de radiotélescope géant SKA (Square Kilometre Array). Elle est élue présidente de l'Observatoire de Paris en janvier 2020,,.
Chargée de la stratégie scientifique de l'Observatoire avec les chercheurs, Fabienne Casoli souhaite faire avancer des sujets nouveaux comme la recherche de planètes en dehors du système solaire et l'astronomie multimessager - qui utilise la lumière ou les ondes gravitationnelles pour étudier les trous noirs.

## Distinctions
- Officière de l'ordre national du Mérite, promue le 2 juin 2023[9], nommée chevalière le 14 mai 2010[10].